# Straubing
Straubing – miasto na prawach powiatu w Niemczech, w kraju związkowym Bawaria, w rejencji Dolna Bawaria, siedziba regionu Donau-Wald oraz powiatu Straubing-Bogen. Zamieszkuje je 44 724 mieszkańców (31 grudnia 2011). Najbliżej położone duże miasta: Monachium ok. 150 km na południowy zachód, Norymberga – ok. 150 km na północny zachód i Praga – ok. 230 km na północny wschód. Nie zostało zburzone podczas II wojny światowej. Co roku w sierpniu odbywa się tu drugi co do wielkości festyn Bawarii – Gäubodenvolksfest.

## Historia
Okolice Straubing były zasiedlane już od czasów neoiltu. Podbój przez Rzymian w roku 16–14 p.n.e. dramatycznie odbił się na całym regionie. Nawet w dzisiejszych czasach można znaleźć tutaj wiele śladów 400-letniej rzymskiej okupacji, na przykład sławny Römerschatz (Skarbiec Rzymski), który można zobaczyć w
Gäubodenmuseum, a Sorviodurum, jak nazywali to Rzymianie, było wówczas ważną dla nich bazą wojskową.
Po tym jak Imperium Rzymskie upadło, Straubing został zasiedlony przez Bawarów. Głównie wokół kościoła świętego Piotra (wybudowanego w IX wieku) pomiędzy rzekami Allachbach i Dunajem. Według legend bawarskich osadników, miasto zostało nazwane po ich przywódcy imieniem Strupo. Następnie nazwa ta wyewoluowała w Straubing. W 1218 roku Ludwik I Wittelsbach założył nową część miasta (zwaną „Nowe miasto”). Kiedy Bawaria została podzielona między synów Ludwika IV, cesarza Świętego Cesarstwa Rzymskiego w 1349, Straubing stał się stolicą księstwa Bawarii-Straubing, pod władzą księcia Wilhelma I. W 1429 roku Straubing przeszedł w panowanie Ernesta, władcy księstwa Bawarii-Monachium, na którego polecenie zabito tutaj Agnes Bernauer, małżonkę jego syna Albrechta. Grób Agnes nie został odnaleziony, jednakże na cmentarzu kościoła Świętego Piotra jest kaplica, wybudowana przez księcia Ernesta.
Dzisiaj, nowe miasto znajduje się w centrum Straubingu. Jest tu wiele sklepów, biur, restauracji oraz innych atrakcji. Większość budynków w mieście posiada jeszcze średniowieczny styl. Życie nocne, pełne pijalni, lokali i dyskotek rozkwita w tej o to właśnie części miasta.
Pomiędzy latami 1933–1945, większość członków, wtedy małej żydowskiej społeczności Straubingu zostało zamordowanych lub zmuszonych do emigracji. W 2007 Straubing zamieszkiwało 1700 członków społeczności żydowskiej.
W 1944 i 1945, Straubing zdewastowało kilka nalotów amerykańskich sił powietrznych. Lokalny, militarny szpital wojskowy został zniszczony w 80 procentach ze stratą 45 pacjentów.
W listopadzie 2016 ogień zniszczył większą część średniowiecznego ratusza.
Straubing posiada wiele dzielnic przemysłowych i port na rzece Dunaj z dostępem do kanału Ren-Men-Dunaj, połączenie z Morzem Północnym, jak i Morzem Czarnym. Jest to też bawarskie centrum rozwoju biotechnologii.

## Zabytki
- gotycki ratusz
- wieża miejska (XIV w.)
- Bazylika św. Jakuba (St. Jakob), 95-metrowa wieża kościoła jest jedną z najwyższych w Bawarii
- kościół urszulanek, ostatnie wspólne dzieło braci Asam
- kościół karmelitów

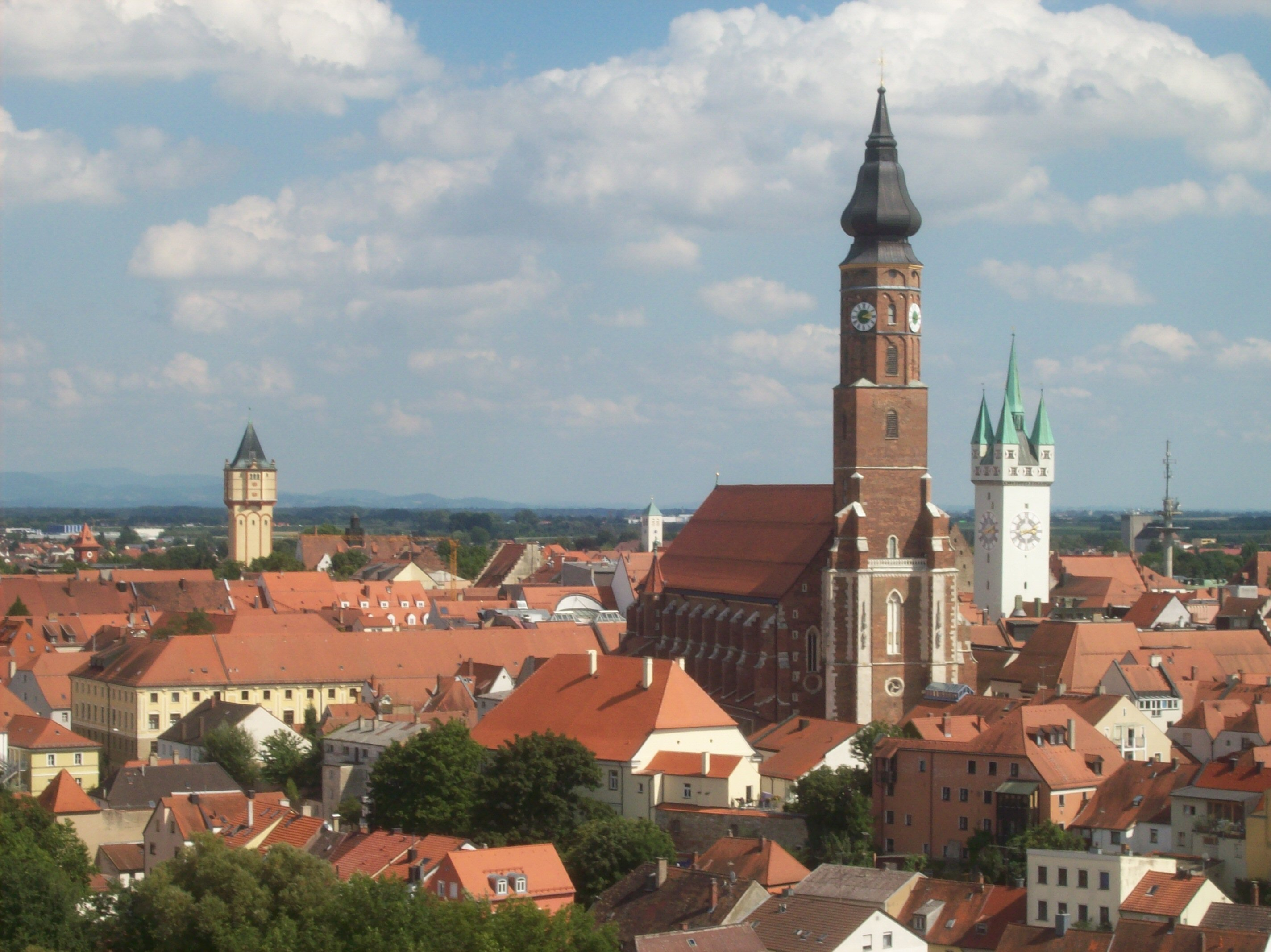
Widok ogólny, na pierwszym planie kościół św. Jakuba
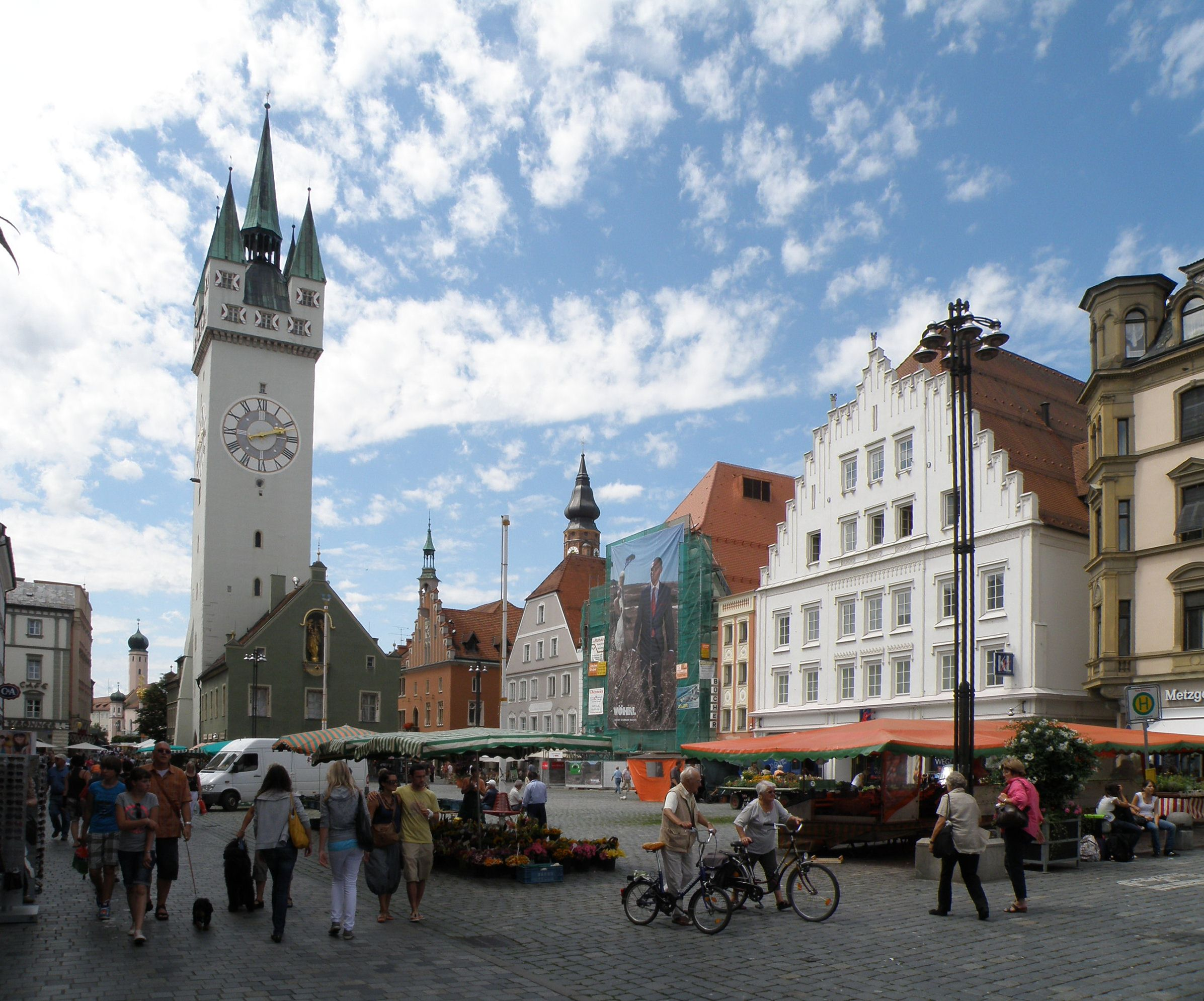
Plac Ludwika (Ludwigsplatz)
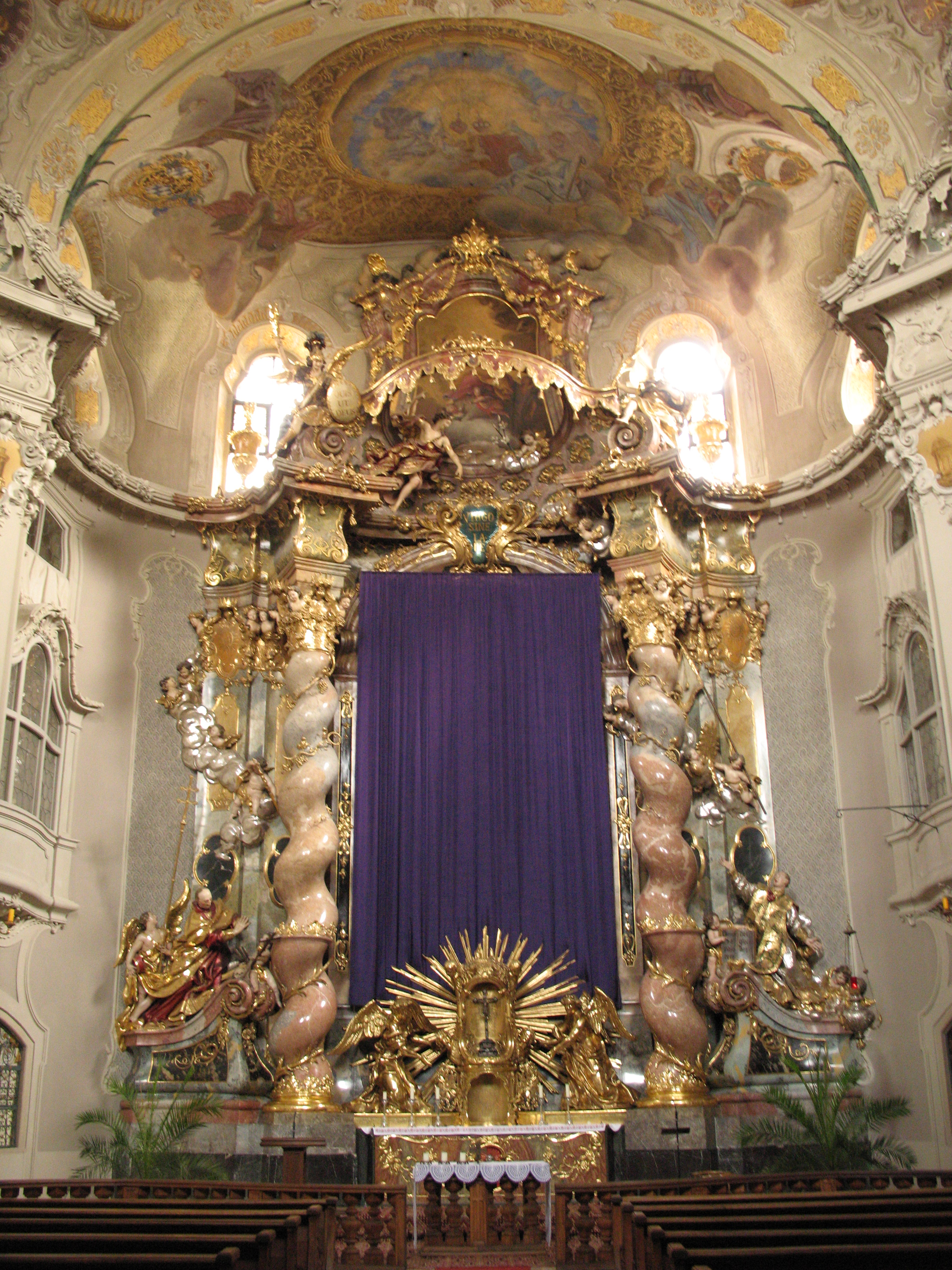
Wnętrze kościoła urszulanek

## Demografia
Dane o ludności z 31 grudnia 2008:
| Opis                                | Ogółem | Ogółem | Kobiety | Kobiety | Mężczyźni | Mężczyźni |
| ----------------------------------- | ------ | ------ | ------- | ------- | --------- | --------- |
| Jednostka                           | osób   | %      | osób    | %       | osób      | %         |
| Populacja                           | 44 496 | 100    | 22 391  | 50,32   | 22 105    | 49,68     |
| Wiek przedprodukcyjny (0–17 lat)    | 6593   | 14,82  | 3192    | 7,17    | 3401      | 7,64      |
| Wiek produkcyjny (18–65 lat)        | 28 277 | 63,55  | 13 490  | 30,32   | 14 787    | 33,23     |
| Wiek poprodukcyjny (powyżej 65 lat) | 9626   | 21,63  | 5709    | 12,83   | 3917      | 8,8       |

## Polityka

### Rada miasta
|                          |                                                             | 2002   | 2002    | 2002   | 2008   | 2008   | 2008   |
| miejsca                  | %                                                           | głosy  | miejsca | %      | głosy  |        |        |
| ------------------------ | ----------------------------------------------------------- | ------ | ------- | ------ | ------ | ------ | ------ |
|                          | CSU                                                         | 20     | 49,3%   | 8976   | 19     | 47,6%  | 7827   |
|                          | SPD                                                         | 14     | 35,5%   | 6461   | 12     | 29,5%  | 4850   |
|                          | Freie Wählergruppe                                          | 3      | 6,8%    | 1241   | 4      | 9,8%   | 1615   |
|                          | Ekologiczna Partia Demokratyczna/Parteifreie Umweltschützer | 3      | 8,4%    | 1523   | 3      | 8,2%   | 1349   |
|                          | FDP                                                         | –      | –       | –      | 1      | 2,5%   | 413    |
|                          | Zieloni                                                     | –      | –       | –      | 1      | 2,3%   | 382    |
|                          |                                                             | 40     | 100%    | 18 201 | 40     | 100%   | 16 436 |
| uprawnieni do głosowania | uprawnieni do głosowania                                    | 33 727 | 33 727  | 33 727 | 35 047 | 35 047 | 35 047 |
| głosy ważne              | głosy ważne                                                 | 18 201 | 18 201  | 18 201 | 16 436 | 16 436 | 16 436 |
| głosy nieważne           | głosy nieważne                                              | 442    | 442     | 442    | 466    | 466    | 466    |
| frekwencja               | frekwencja                                                  | 55,3%  | 55,3%   | 55,3%  | 48,2%  | 48,2%  | 48,2%  |

## Gospodarka
W mieście rozwinął się przemysł spożywczy, materiałów budowlanych, włókienniczy, metalowy oraz drzewny.

## Sport
- Straubing Tigers – klub hokejowy

## Współpraca
Straubing posiada trzy miejscowości partnerskie:
- Francja: Romans-sur-Isère, od 1971
- Irlandia: Tuam, od 1991
- Austria: Wels, od 1972